# ТЕС Аурая
26°37′48″ пн. ш. 79°31′43″ сх. д. / 26.63000° пн. ш. 79.52861° сх. д.
ТЕС Аурая – теплова електростанція у індійському штаті Уттар-Прадеш.
В 1989 – 1990 роках на майданчику станції стали до ладу два блоки комбінованого парогазового циклу потужністю по 326 МВт. У кожному з них дві газові турбіни потужністю по 110 МВт живлять через відповідну кількість котлів-утилізаторів одну парову турбіну з показником 106 МВт.
Станція використовує природний газ, що подається по газопровідній системі Віджайпур – Фулпур. Для роботи із 90% навантаженням ТЕС потрібно 3,2 млн м3 газу на добу.
Для охолодження використовують воду із каналу Етавах – Аурая, який є частиною системи Ганзьких каналів.
Видача продукції відбувається по ЛЕП, розрахованим на роботу під напругою 400 кВ та 220 кВ.